# Dornstadt
Dornstadt (phát âm tiếng Đức: [ˈdɔɐ̯nʃtat]) là một đô thị thuộc huyện Alb-Donau, bang Baden-Württemberg, Đức. Đô thị này có diện tích 59,23 km², dân số thời điểm 31 tháng 12 năm 2020 là 8722 người.